# Saint John's College (Cambridge)

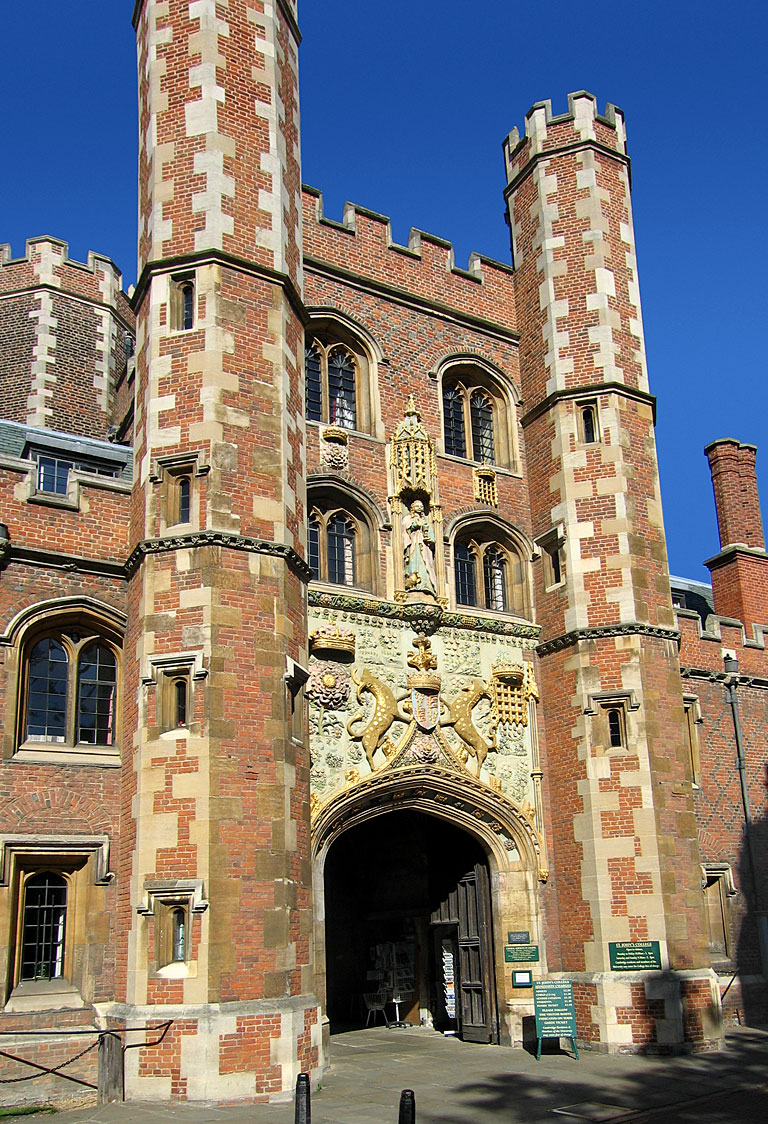
Puerta principal del Saint John's College.

El Saint John's College es uno de los 31 colleges de la Universidad de Cambridge en el Reino Unido. Está situado en St John's Street (Cambridge, Inglaterra).
El college fue fundado en 1511 por Margarita Beaufort, madre de Enrique VII. Con 135 profesores asociados ("fellows"), 530 estudiantes y 300 doctorandos, es la tercera mayor unidad universitaria de la Universidad de Cambridge, después del Trinity College y el Homerton College. Doce Premios Nobel fueron concedidos a miembros de esta institución. Está hermanado con el Trinity College de Dublín y el Balliol College de Oxford.

## Alumnos notables
- Roger Ascham - Humanista inglés
- John Herschel - Astrónomo británico.
- James Joseph Sylvester - Matemático británico.
- John Newport Langley -  Fisiólogo y farmacólogo británico.
- Paul Dirac -  Físico teórico británico.
- John Cockcroft - Físico nuclear británico.
- Frank Yates - Estadístico británico.
- Frederick Sanger - Bioquímico británico.
- Roger Penrose - Astrónomo británico.
- William Gilbert - Filósofo natural y médico.
- David Harvey - Geógrafo británico
- William Wordsworth - Poeta inglés.
- Henry Briggs - Matemático inglés.